# Архейська складчастість
Архейська складчастість - найбільш древня складчастість гірських порід. Закінчилася близько 1,6 мільярда років тому.  У Архейську складчастість сформувалися всі платформи - стародавні ядра материків, їх найстабільніші ділянки. За понад 1 мільярд років ділянки земної кори, що утворилися в археї, повністю вирівнялися зовнішніми силами Землі, їх поверхня перетворилася на рівнини, а всі геологічні процеси вулканізму і горотворення давно припинилися.

## Давні складчастості
| - Архейська складчастість - Гудзонська складчастість - Альпійська складчастість - Герцинська складчастість - Мезозойська складчастість - Байкальська складчастість - Тихоокеанська складчастість - Саксонська складчастість - Ієншаньська складчастість | - Каледонська складчастість - Невадійська складчастість - Галицька складчастість - Карельська складчастість - Кадомська складчастість - Готська складчастість - Дальсландська складчастість - Ірумідська складчастість | - Андська складчастість - Гренвільська складчастість - Ларамійська складчастість - Колимська складчастість - Кіммерійська складчастість - Складчастість лаврентіївська - Кібарська складчастість |